# The Protector (film 1998)
The Protector è un film del 1998 diretto da Jack Gill.
È un film d'azione statunitense con Matt McColm, Annabel Schofield e Ron Perlman. Il film è conosciuto anche con il titolo Body Armor.

## Produzione
Il film, diretto da Jack Gill su una sceneggiatura di Jack Gillm Dee McLachlanm Andrea Buck e Stuart Beattie con il soggetto di Steven Paul, fu prodotto dallo stesso Paul e da Eric M. Breiman per la Crystal Sky Worldwide e la Krago's Island.

## Distribuzione
Il film fu distribuito un DVD negli Stati Uniti dal 5 maggio 1998 dalla Concorde Pictures con il titolo The Protector.
Alcune delle uscite internazionali sono state:
- in Canada (Conway)
- in Portogallo (Protector)
- in Francia (Sous haute protection)
- in Germania (Virus Attack)
- in Grecia (Ypsili prostasia)